# Arboretum Josefa Eberta
Arboretum Josefa Eberta je sbírka dřevin, která se nachází na severu České republiky, ve Frýdlantském výběžku v Libereckém kraji, u domu číslo popisné 62 ve Ferdinandově, což je součást města Hejnice. Jeho autorem je Josef Ebert (1935–1997), který se v obci narodil. Jeho zálibou bylo horolezectví (realizoval několik prvovýstupů) a pracoval jako nástrojař. V padesátých letech 20. století ale musel kvůli těžké nemoci ze zaměstnání odejít do invalidního důchodu a následně začal kolem svého domu, v němž bydlel, rozvíjet sbírku dřevin. Prvními stromy byly dva smrky omoriky (Picea omorika), jenž zbyly po osazování blízkých Jizerských hor. Svou sbírku dále rozšiřoval nákupem sazenic stromů z okrasných školek v České republice (z Poplzí na Litoměřicku či z Litomyšle) nebo dary od přátel. Vznikl tak park se sbírkou okrasných dřevin i kultivarů, v němž se nacházejí také bonsaje či kameny z blízkých hor.
Po úmrtí Josefa Eberta se o arboretum stará jeho manželka spolu s jejich synem Norbertem. Sbírka se stala cílem vycházek a jako místo své svatby pod širým nebem si ji vybrala také jedna dvojice novomanželů.
Vstup do zahrady je umožněn stále otevřenými vrátky a vstupné je dobrovolné.